# Paul Power
Paul Power (ur. 30 października 1953 w Manchesterze) – angielski piłkarz. W latach 1975–1986 występował w Manchesterze City na pozycji obrońcy i pomocnika. W sumie dla The Citizens rozegrał 437 meczów, strzelając 35 bramek.
Podczas swojego pobytu w Manchesterze Power zagrał jeden mecz w narodowej reprezentacji Anglii B. Został piłkarzem sezonu w latach 1981 i 1985. Był kapitanem Manchesteru City na Wembley trzykrotnie, ale nigdy nie zdobył z tym zespołem trofeum.
W czerwcu 1986 roku przeszedł do Evertonu za 65 000 funtów, gdzie zagrał w 65 meczach strzelając 6 bramek. W sezonie 1986/1987 mając 34 lata, zdobył z The Toffees mistrzostwo Anglii. W 1988 roku zakończył karierę zasilając szeregi sztabu szkoleniowego Evertonu. Dwa lata później odszedł z klubu.
Obecnie zaangażowany jest w pracę w akademii Manchesteru City.